# Android Nougat
Android 7.0 Nougat je verze operačního systému Android. Kódové označení je Android N. Poprvé byl jako náhled pro vývojáře představen 9. března 2016 spolu s obrazem pro současná zařízení typu Nexus. K oficiálnímu potvrzení číselného označení verze (7.0) došlo až 2. 7. 2016.

## Uvedení
Google představil nejnovější operační systém 22. srpna 2016. Novější verze 7.1 byla představena v říjnu téhož roku.

## Funkce
Android Nougat představuje možnost práce s více okny, ve kterém dvě aplikace mohou být každá spuštěna na jedné polovině obrazovky. Je také dostupná skrytá funkce umožňující svobodnější spuštění více aplikací zároveň na obrazovce a umožňující zvolit, která aplikace dostane více výkonu. Bylo upraveno i notifikační centrum pomocí nahrazení jednotlivých karet upozornění na design ve stylu listu papíru. Nyní může být sbaleno dohromady více notifikací z jedné aplikace. Tento operační systém přináší řadu nových API pro VR (virtuální realitu).

## První telefony s Android 7.0
Úplně prvními telefony, které získaly Android 7, se staly modely Pixel a Pixel XL vyrobené přímo společností Google. Oficiálně byly představeny 4. října 2016. Aktualizace na novější verzi 7.1 se telefony dočkaly na konci října.